# Divergentievrij vectorveld
In de vectoranalyse is een divergentievrij vectorveld een vectorveld waarvan de divergentie gelijk aan nul is in het hele domein van de onafhankelijke coördinaten. Een veld {\displaystyle {\vec {v}}} is dus divergentievrij als
{\displaystyle \operatorname {div} {\vec {v}}=\nabla \cdot {\vec {v}}\equiv 0}.
Een belangrijk resultaat over divergentievrije vectorvelden is, dat deze worden voortgebracht door een vectorpotentiaal: als
{\displaystyle \nabla \cdot {\vec {v}}\equiv 0}
en de homotopiegroep {\displaystyle \pi _{2}} van het domein triviaal is, dan is er een vectorveld {\displaystyle {\vec {A}}}, waarvan {\displaystyle {\vec {v}}} de rotatie is:
{\displaystyle {\vec {v}}=\operatorname {rot} {\vec {A}}=\nabla \times {\vec {A}}}
De omgekeerde uitspraak is ook waar: elk veld dat de rotatie is van een ander veld, is divergentievrij: als
{\displaystyle {\vec {v}}=\nabla \times {\vec {A}}}
volgt:
{\displaystyle \nabla \cdot {\vec {v}}=\nabla \cdot (\nabla \times {\vec {A}})\equiv 0}
De laatste stap volgt uit het feit dat de divergentie van de rotatie nul oplevert. 

## Voorbeelden
- Het magnetisch veld is divergentievrij omwille van de Maxwell-vergelijking {\displaystyle \nabla \cdot {\vec {B}}\equiv 0}, omdat er geen magnetische ladingen bestaan. Dit laat toe het magnetisch veld te schrijven als de rotor van de vectorpotentiaal: {\displaystyle {\vec {B}}=\nabla \times {\vec {A}}}.

- Voor een ruimte waarin geen ladingen aanwezig zijn, stelt de wet van Gauss voor de elektrisch veldsterkte {\displaystyle {\vec {E}}} dat {\displaystyle \nabla \cdot {\vec {E}}\equiv 0}. In dat geval kan dus ook het elektrisch veld geschreven worden als de rotor van een vectorpotentiaal. (E kan altijd geschreven worden als de gradient van een scalaire elektrische potentiaal U: {\displaystyle \nabla U\equiv {\vec {E}}}).

- Voor een onsamendrukbare vloeistof is het snelheidsveld divergentievrij: {\displaystyle \nabla \cdot {\vec {v}}\equiv 0}, waarmee gezegd wordt dat in geen enkel willekeurig klein deel van dat veld geen netto in- of uitstroming is.

- Op locaties waar geen massa is, is een gravitatieveld divergentievrij. De divergentie is namelijk evenredig met de massadichtheid.

## Opmerking
De uitspraak dat elk divergentievrij vectorveld kan geschreven worden als de rotatie van een ander veld is wel alleen waar onder bepaalde omstandigheden. De ruimte waarop een vectorveld gedefinieerd is moet onder andere enkelvoudig samenhangend zijn. Voor het meest voorkomende geval, waarbij het domein heel de drie-dimensionale ruimte is, is dit gelukkig het geval, maar voor andere ruimtes moet men dus meer voorzichtig zijn.